# 6688 Donmccarthy
A 6688 Donmccarthy (ideiglenes jelöléssel 1981 ER17) a Naprendszer kisbolygóövében található aszteroida. Schelte J. Bus fedezte fel 1981. március 2-án.